# Stenandrium
Genre
Stenandrium Nees est un genre de plantes à fleurs de la famille des Acanthaceae.

## Liste d'espèces
Selon Catalogue of Life (11 janvier 2018) :
- Stenandrium acuminatum Urb.
- Stenandrium affine S. L. Moore
- Stenandrium andrei (Leonard) D.C. Wassh.
- Stenandrium arnoldii H. Dietrich
- Stenandrium barbatum Torr. & Gray
- Stenandrium bracteosum (Britton & Millsp.) Britton ex Leonard
- Stenandrium carolinae Leonard & Proctor
- Stenandrium chameranthemoideum Oerst.
- Stenandrium corymbosum Nees
- Stenandrium crenatum Urb.
- Stenandrium diphyllum Nees
- Stenandrium droseroides Nees
- Stenandrium dulce (Cav.) Nees
- Stenandrium ekmanii Urb.
- Stenandrium elegans Nees
- Stenandrium fosbergii (Leonard) D.C. Wassh.
- Stenandrium goiasense D.C. Wassh.
- Stenandrium harlingii D.C. Wassh.
- Stenandrium hatschbachii D.C. Wassh.
- Stenandrium heterotrichum A. Borhidi
- Stenandrium hirsutum Nees
- Stenandrium humboldtianum Nees
- Stenandrium irwinii D.C. Wassh.
- Stenandrium lyoni J. R. Johnston
- Stenandrium manchonense T.F. Daniel
- Stenandrium mandioccanum Nees
- Stenandrium nanum (Standl.) T.F. Daniel
- Stenandrium nephoica (D.C. Wassh.) D.C. Wassh.
- Stenandrium ovatum Urb.
- Stenandrium pallidum H. Dietrich
- Stenandrium pedunculatum (Donn. Smith) Leonard
- Stenandrium pilosulum (Blake) T.F. Daniel
- Stenandrium pinetorum (Britton & P. Wilson) Alain
- Stenandrium pohlii Nees
- Stenandrium praecox S. L. Moore
- Stenandrium radicosum Nees
- Stenandrium riedelianum Nees
- Stenandrium scabrosum Nees
- Stenandrium serpens Nees
- Stenandrium stenophyllum C. Kameyama
- Stenandrium subcordatum Standl.
- Stenandrium tenellum Nees
- Stenandrium tuberosum (L.) Urban
- Stenandrium undulatum Urb. & Ekman
- Stenandrium verticillatum T. S. Brandeg.
- Stenandrium villarroelii J.R.I.Wood
- Stenandrium villosum Nees
- Stenandrium wrightii Lindau

Selon GRIN (11 janvier 2018) :
- Stenandrium dulce (Cav.) Nees
- Stenandrium tuberosum (L.) Urb.

Selon ITIS (11 janvier 2018) :
- Stenandrium barbatum Torr. & A. Gray
- Stenandrium dulce (Cav.) Nees
- Stenandrium tuberosum (L.) Urb.

Selon NCBI (11 janvier 2018) :
- Stenandrium afromontanum
- Stenandrium guineense
- Stenandrium humile
- Stenandrium mandioccanum
- Stenandrium pilosulum
- Stenandrium thompsonii
- Stenandrium warneckei

Selon The Plant List (11 janvier 2018) :
- Stenandrium affine S. Moore
- Stenandrium afromontanum (Mildbr.) Vollesen
- Stenandrium amoenum (Benoist) Vollesen
- Stenandrium barbatum Torr. & A. Gray
- Stenandrium boivinii (S. Moore) Baill. ex Vollesen
- Stenandrium bracteosum (Britton & Millsp.) Britton ex Leonard
- Stenandrium buntingii (S. Moore) Vollesen
- Stenandrium carduaceum (Benoist) Vollesen
- Stenandrium chameranthemoideum Oerst.
- Stenandrium diphyllum Nees
- Stenandrium dulce (Cav.) Nees
- Stenandrium elegans Nees
- Stenandrium fasciculare (Benth.) Wassh.
- Stenandrium gabonicum (Benoist) Vollesen
- Stenandrium goiasense Wassh.
- Stenandrium grandiflorum Vollesen
- Stenandrium guineense (Nees) Vollesen
- Stenandrium harlingii Wassh.
- Stenandrium hatschbachii Wassh.
- Stenandrium hirsutum Nees & Mart.
- Stenandrium humile (Benoist) Vollesen
- Stenandrium irwinii Wassh.
- Stenandrium leptostachyum (Benoist) Vollesen
- Stenandrium longifolium (Benoist) Vollesen
- Stenandrium lyonii J.R.Johnst.
- Stenandrium manchonense T.F. Daniel
- Stenandrium mandioccanum Nees
- Stenandrium nanum (Standl.) T.F. Daniel
- Stenandrium orichalcea Donn. Sm.
- Stenandrium pauciflorum Vollesen
- Stenandrium pedunculatum (Donn.Sm.) Leonard
- Stenandrium perrieri (Benoist) Vollesen
- Stenandrium pilosulum (S.F. Blake) T.F. Daniel
- Stenandrium pinetorum (Britton & P.Wilson) Alain
- Stenandrium pohlii Nees
- Stenandrium praecox S. Moore
- Stenandrium radicosum Nees
- Stenandrium riedelianum Nees
- Stenandrium rupestre (Sw.) Nees
- Stenandrium serpens Nees
- Stenandrium stenophyllum Kameyama
- Stenandrium subcordatum Standl.
- Stenandrium subdentatum (Benoist) Vollesen
- Stenandrium talbotii (S. Moore) Vollesen
- Stenandrium tenellum Nees
- Stenandrium thompsonii (S. Moore) Vollesen
- Stenandrium tuberosum (L.) Urb.
- Stenandrium verticillatum Brandegee
- Stenandrium warneckei (S. Moore) Vollesen

Selon Tropicos (11 janvier 2018) (Attention liste brute contenant possiblement des synonymes) :
- Stenandrium acuminatum Urb.
- Stenandrium affine S. Moore
- Stenandrium afromontanum (Mildbr.) Vollesen
- Stenandrium amoenum (Benoist) Vollesen
- Stenandrium andrei (Leonard) Wassh.
- Stenandrium arnoldii (Mildbr.) Wassh.
- Stenandrium bahiensis Nees
- Stenandrium barbatum Torr. & A. Gray
- Stenandrium boivinii (S. Moore) Baill. ex Vollesen
- Stenandrium bracteosum (Britton & Millsp.) Britton ex Leonard
- Stenandrium breviflorum Bridar.
- Stenandrium buntingii (S. Moore) Vollesen
- Stenandrium carduaceum (Benoist) Vollesen
- Stenandrium carolinae Leonard & Proctor
- Stenandrium chameranthemoideum Oerst.
- Stenandrium corymbosum Nees
- Stenandrium crenatum Urb.
- Stenandrium decoratum Nees
- Stenandrium diphyllum Nees
- Stenandrium droseroides Nees
- Stenandrium dulce (Cav.) Nees
- Stenandrium ekmanii Urb.
- Stenandrium elegans Nees
- Stenandrium fasciculare (Benth.) Wassh.
- Stenandrium floridanum (A. Gray) Small
- Stenandrium fosbergii (Leonard) Wassh.
- Stenandrium gabonicum (Benoist) Vollesen
- Stenandrium glabrescens Urb.
- Stenandrium goiasense Wassh.
- Stenandrium gracile Rizzini
- Stenandrium grandiflorum Vollesen
- Stenandrium guatemalense Leonard
- Stenandrium guineense (Nees) Vollesen
- Stenandrium harlingii Wassh.
- Stenandrium hatschbachii Wassh.
- Stenandrium heterotrichum Borhidi
- Stenandrium hirsutum Nees
- Stenandrium humboldtianum Nees
- Stenandrium humile (Benoist) Vollesen
- Stenandrium igneum (Linden) André
- Stenandrium irwinii Wassh.
- Stenandrium leptostachyum (Benoist) Vollesen
- Stenandrium lindeni N.E. Br.
- Stenandrium longifolium (Benoist) Vollesen
- Stenandrium lyoni J.R. Johnst.
- Stenandrium manchonense T.F. Daniel
- Stenandrium mandioccanum Nees
- Stenandrium mexicanum Leonard
- Stenandrium nanum (Standl.) T.F. Daniel
- Stenandrium neesianum Lindau
- Stenandrium nephoica (Wassh.) Wassh.
- Stenandrium orichalcea Donn. Sm.
- Stenandrium ornatum Nees
- Stenandrium ovatum Urb.
- Stenandrium pallidum H. Dietr.
- Stenandrium parodii Bridar.
- Stenandrium pauciflorum Vollesen
- Stenandrium pedunculatum (Donn. Sm.) Leonard
- Stenandrium pelorium Leonard
- Stenandrium perrieri (Benoist) Vollesen
- Stenandrium pilosulum (S.F. Blake) T.F. Daniel
- Stenandrium pinetorum Alain
- Stenandrium pohlii Nees
- Stenandrium praecox S. Moore
- Stenandrium punctatum Griseb.
- Stenandrium radicosum Nees
- Stenandrium riedelianum Nees
- Stenandrium rupestre (Sw.) Nees
- Stenandrium scabrosum Nees
- Stenandrium serpens Nees
- Stenandrium spathulatum S. Moore
- Stenandrium speciosum Nees ex Mart.
- Stenandrium stenophyllum Kameyama
- Stenandrium subcordatum Standl.
- Stenandrium subdentatum (Benoist) Vollesen
- Stenandrium talbotii (S. Moore) Vollesen
- Stenandrium tenellum Nees
- Stenandrium thomense (Milne-Redh.) Vollesen
- Stenandrium thompsonii (S. Moore) Vollesen
- Stenandrium trinerve Nees
- Stenandrium triphyllum Nees
- Stenandrium tuberosum (L.) Urb.
- Stenandrium undulatum Urb. & Ekman
- Stenandrium venatum Nees
- Stenandrium verticillatum Brandegee
- Stenandrium villarroelii J.R.I. Wood
- Stenandrium villosum Nees
- Stenandrium warneckei (S. Moore) Vollesen
- Stenandrium wrightii Lindau